# Approches (revue)
Approches est une revue semestrielle indépendante, d'art, littérature et sciences humaines, fondée en 1974 à Paris. Elle réunit dans chaque numéro des auteurs aux perspectives différentes autour d'une thématique commune.

## Histoire
À la création de la revue Approches en 1974, son fondateur le Père Robert Plusse cherche à interroger la religion et la foi par l'intermédiaire des sciences humaines. 
Les premiers tirages de la revue, réalisés dans le cadre du Centre Documentation Recherche du Forum 104, rue de Vaugirard à Paris, sont des comptes-rendus de formations sous forme de livrets, principalement destinés à des enseignants. Le quotidien Le Monde décrit la revue en ces termes : "couverture composée à la main, tirage ronéotypé, mise en pages économique", allant jusqu'à la qualifier de "pauvre", par contraste avec "l'opulence" d'autres revues. À partir du numéro 99 de la revue, soit à l'été 1998, la revue est finalement imprimée.
D'abord diffusée à petite échelle, elle touche par la suite un public d'intellectuels dont certains deviennent auteurs. Parmi les plus connus : Paul Ricoeur, Jean Sulivan, Françoise Dolto ou encore Jean Le Dû.
Les dossiers thématiques publiés constituent aussi des outils de réflexion pour des professionnels, éducateurs spécialisés, aides-soignants, psychologues et psychanalystes.

### Transition et continuité
Au cours de son histoire, l'intérêt des auteurs de la revue se déplace. La question de Dieu et de la foi devient moins prégnante au profit de celle de l'Homme, en particulier traitée par les sciences humaines. Les directeurs de rédaction successifs accompagnent cette transition pour continuer d' "aller à la rencontre d'une sensibilité contemporaine" : d'abord le père mariste Jean-Bernard Jolly, de 1988 à 2007, puis le philosophe et psychanalyste Norbert Chatillon.
En 2010, la direction d'Approches est reprise par Guy Samama, agrégé de philosophie, spécialiste d'Albert Camus et de Stefan Zweig. Le sous-titre initial, "Questions sur l'homme, questions sur Dieu", devient "Littérature et sciences humaines" en 2013, puis "Ouvrir une brèche" en 2020. Sylvie Peyturaux lui succède en 2022.

## Contenu et contributeurs de la revue
Deux fois par an, des auteurs se regroupent autour d'une thématique commune, que chacun aborde par un prisme singulier dans le but de diversifier les perspectives. Parmi les thématiques traitées : Le consentement, La Transition, Le fait divers, Des soins au soin, Métamorphoses, Le même et l'autre, etc.
Plusieurs numéros de la revue ont été consacrés à des auteurs : Emmanuel Mounier, Simone Weil, Albert Camus, Françoise Dolto, Henry Bauchau, Stefan Zweig, Jean-Bertrand Pontalis, Sylvie Germain, François Jullien, Irène Némirovsky.

### Contributeurs célèbres
Dans le numéro 3 d'Approches est publié un entretien entre Françoise Dolto et Jean Le Dû sous le titre "Comment l'Evangile me parle". Françoise Dolto entretient par ailleurs une correspondance épistolaire soutenue avec le fondateur de la revue, le Père Robert Plusse et, en 1983, elle fait l'objet d'un numéro consacré à son travail (numéro 40).
Dans le numéro 54, Solitude(s) : "Françoise Dolto évoque les racines de la solitude dans l'enfance, Jean-François Six plaide pour une solitude active, Charles Vial apporte le témoignage du journaliste"
Dans le numéro 64, Renaissance de la personne - La personne affrontée aux individualismes : des intellectuels ainsi que des proches d'Emmanuel Mounier, penseur de la "personne" et fondateur de la revue Esprit, contribuent : Paul Ricœur publie un texte sous le titre "Approches de la personne" ; Olivier Mongin intervient sous le titre "Et Esprit ?" ; Jean-Marie Domenach livre un témoignage sur Emmanuel Mounier.

## Réception de la revueApproches
La revue Approches fait régulièrement l'objet d'articles de presse.
Le Monde, en 1988, écrit que « la revue Approches possède l'ardeur et la vigueur intellectuelle de ces revues qui auraient depuis longtemps disparu si elles ne répondaient pas à une nécessité chez ceux qui les font comme chez ceux qui les lisent ». 
Libération mentionne, en 2011, le « traitement doux » de la revue Approches au sujet de la question de l'euthanasie « en croisant les points de vue éthiques, métaphysiques, médicaux, religieux, juridiques ». France Culture dédie deux de ses chroniques "L'essai et la revue du jour" à Approches, l'une en 2013, l'autre en 2018.
La revue Esprit mentionne régulièrement les numéros d'Approches dans sa rubrique « En écho ». Elle souligne l'originalité des perspectives choisies pour traiter la question du "vivre", « quand tant d'ouvrages et de manuels font de la vie l'objet d'un enseignement de sagesse » ; elle qualifie le numéro dédié à Camus de « bel ensemble » ; ou encore décrit « l'utile bilancitation » que le numéro sur Irène Némirovsky (dirigé par le romancier et spécialiste Olivier Philipponnat) dresse de l'œuvre de la romancière. La Revue des Deux Mondes qualifie ce même numéro de « passionnante enquête » dans sa rubrique « Les revues en revue » et, sous la plume de Michel Crépu, le numéro sur Stefan Sweig de « très beau numéro ».. La revue transdisciplinaire franco-portugaise Sigila écrit de la revue Approches qu'elle « renferme des pépites »; le site Internet En attendant Nadeau mentionne Approches dans sa rubrique Notre choix de revues en 2018 puis en 2019 ; le journal des revues culturelles Ent'revues publie en 2014 un long article au sujet du numéro thématique Aux frontières.